# ولکنباخ
ولکنباخ (به آلمانی: Welkenbach) یک شهر در آلمان است که در وستروالدکرایس واقع شده‌است. ولکنباخ ۱۵۱ نفر جمعیت دارد.